# Шаврино (Пермский край)
Шаврино — деревня в Верещагинском районе Пермского края. Входит в состав Путинского сельского поселения.

## Географическое положение
Деревня расположена на правом берегу реки Хмелёвка, примерно в 4 км к югу от административного центра поселения, села Путино.

## Население
| 2010 |
| ---- |
| 11   |

## Топографические карты
- Лист карты O-40-61 Сепыч. Масштаб: 1 : 100 000. Издание 1989 г.